# しあわせの決断
『しあわせの決断』（しあわせのけつだん）は、1992年1月15日から3月18日までフジテレビ系列で毎週水曜22:00 - 22:54（JST）に放送されていた日本のテレビドラマ。
主演は中村雅俊。中村主演の『結婚の理想と現実』のスタッフによって制作された。

## キャスト
- 田上大作：中村雅俊
- 池西初美・梓：田中美佐子
- 平井真：萩原聖人
- 平井千草：一色紗英
- 矢野：段田安則
- 水谷亜紀：中島ひろ子
- 河合南：磯野貴理子
- 若林：乃木涼介
- 岩崎：山本太郎
- 池西扇吉：いかりや長介
- 杉山良子：久野綾希子
- 砂田智明：長谷川初範
- 平井文子：篠ひろ子

## 主題歌
- 「ワンダフル・トゥナイト」エリック・クラプトン

## スタッフ
- 脚本：松原敏春
- 音楽：渡辺博也
- 企画：山田良明
- プロデュース：亀山千広
- 演出：河村雄太郎、阿部雄一、林徹

## 逸話
萩原聖人演じる平井真が、スロットで最後の1枚のコインに賭けるも虚しくスッてしまうシーンの撮影中、最後の1枚のコインを入れて適当にボタンを押したら777（スリーセブン）を出してしまった。当然NG扱いになったが、たった1枚のコインで大当たりを引いた事に本人すらビックリしてしまい、スタッフも「たった1枚だよ!!」と驚かれた。
このシーンは1992年4月5日に放送された『FNS番組対抗NG名珍場面大賞』で紹介され大賞を獲得。その後も総集編などで紹介されることが多く、後の萩原の芸能活動もあり、テレビドラマのNGの中でも知名度の高いシーンとなっている。

## 備考
横浜市にある放送ライブラリーでは、第1回（1992年1月15日放送分）の閲覧が可能である。
2001年1月15日、1月16日にフジテレビで再放送されている。